# Kołmakow (chutor)
Kołmakow (ros. Колмаков) – chutor w zachodniej Rosji, w sielsowiecie machnowskim rejonu sudżańskiego w obwodzie kurskim.

## Geografia
Miejscowość położona jest nad rzeką Smierdica, 11 km od granicy z Ukrainą, 3 km od centrum administracyjnego sielsowietu machnowskiego (Machnowka), 5,5 km od centrum administracyjnego rejonu (Sudża), 85,5 km od Kurska.
W granicach miejscowości znajdują się ulice: Centralnaja, Zariecznaja.

## Demografia
W 2010 r. miejscowość zamieszkiwało 79 osób.